# Glenbeulah
Glenbeulah est un village du comté de Sheboygan, dans l'État du Wisconsin, aux États-Unis. En 2020, il comptait une population de 451 habitants.